# Mercury Records
Mercury Records je diskografska kuća, koja djeluje samostalno u Ujedinjenom Kraljevstvu i u SAD-u u suradnji s diskografskom kućom "Island Def Jam Music Group", a zajedno su dio najveće svjetske diskografske grupe "Universal Music Group". Postoji i podružnica u Australiji.
Diskografska kuća Mercury Records osnovana je u Chicagu 1945. godine. Od početka, izdavala je albume s područja jazz i blues glazbe te country, rock and rolla i klasične glazbe. 
Neki od najpoznatijih bivših i sadašnjih izvođača Mercury Recordsa među stotinama ostalih su:
- Anastacia
- Josephine Baker
- Patti Page
- Chuck Berry
- The Cardigans
- Johnny Cash
- Deep Purple
- Bob Geldof
- Elton John
- Metallica
- Rod Stewart
- Texas
- Shania Twain
- U2
- Barry White
- Pixie Lott
- The Gaslight Anthem